# 基布庫區
基布庫區是非洲中部國家烏干達的111個區之一，由東部區負責管轄，首府是基布庫，距離姆巴萊約53公里，2010年7月1日前屬於帕利薩區的一部分，2002年人口估計為128,200。

## 外部連結
- Jennifer Namuyangu Comes From Kibuku District（页面存档备份，存于）

01°02′N 33°50′E / 1.033°N 33.833°E